# Syneta ferruginea
Syneta ferruginea är en skalbaggsart som först beskrevs av Ernst Friedrich Germar 1811.  Syneta ferruginea ingår i släktet Syneta och familjen bladbaggar. Inga underarter finns listade i Catalogue of Life.